# عبد القادر شحاتة
عبد القادر محمد شحاتة وشهرته الجن (1898 – 1987)، مناضل وفدائي مصري شارك في ثورة 1919 وكان عضواً في الجهاز السري والذي كان يعرف بجمعية اليد السوداء، كان يشارك في توزيع المنشورات في صعيد مصر وتحديدًا في المنيا وشارك في محاولة اغتيال وزير الأشغال وقتها محمد شفيق باشا بسبب مولاته للإحتلال الإنجليزي ولكن لم تفلح المحاولة وتم القبض عليه، كانت شهادة دولت فهمي سببًا في تعديل الاتهامات عليه ويتم الحكم عليه بالسجن المؤبد بدلاً من الإعدام، وفي عام 1923 أصدرت حكومة سعد زغلول باشا بالإفراج عن المعتقلين السياسيين وكان واحدًا منهم.
قام العديد من الكتاب بتناول قصة عبد القادر شحاتة ومساهماته الوطنية، ومنهم الكاتب الصحفى مصطفى أمين في كتابه (الكتاب الممنوع - أسرار ثورة 1919) الذي صدر عام 1963، كذلك اقتبست شخصيته في رواية (1919) للمؤلف أحمد مراد والتي تحولت لاحقاً إلى فيلم كيرة والجن الذي صدر عام 2022، كذلك ظهرت شخصيته في بعض الأعمال الفنية الأخرى.

## حياته
ولد في أسيوط عام 1898، توفي والده وهو صغير وتولى تربيته أخوه الكبير عبد الجواد، وفي مرحلة الثانوية أنضم للتنظيم السري للثورة، تعرف من خلاله على الأخ فهمي وهو الاسم الحركي لأحمد كيرة.
كان دوره توزيع المنشورات في صعيد مصر وتحديدًا في المنيا، وحكم عليه من المجلس العسكرى البريطانى في الواسطى بالإعدام رمياً بالرصاص، لكن خليل حافظ حكمدار المنيا ساعده على الهرب.

## القبض عليه ومحاكمته
في هذا الوقت فوجئت الثورة بأن محمد شفيق باشا وافق أن يكون وزيرا للأشغال لتنفيذ مشروعات الإنجليز في السودان، وهو ما اعتبروه خيانة للوطن، وقرروا قتله ووقع الاختيار على عبد القادر شحاتة والذي وافق على إتمام المهمة.
كانت التعليمات أن يلقي قنبلة نيتروجلسرين أمام موكب محمد شفيق، وتم تحديد اليوم ووضعت الخطة، ويحكي عبد القادر شحاتة في مذكراته: "فى اليوم المحدد عندما ظهرت سيارة الوزير وتحفزت لإلقاء القنبلة لكن في الثانية الأخيرة تنبهت لوجود طفلين في السيارة مما حال بينى وبين إلقاء القنبلة، فلم أكن قاتلا لكننى كنت إنسانا يدافع عن وطنه، وفي اليوم التالي ذهبت في نفس الميعاد وعند قدوم الموكب تقدمت وألقيت القنبلة وانفجرت وملأ الدخان المكان". لم تصبه القنبلة فركض مسرعا كما كانت الخطة لكنه التقى بصديق ورأه يرتدي ملابس العامل، أخذه وركب حنطور وبدأ يخلع ملابسه فرأى صديقه المسدس الذي كان يحمله وفهم أنه السبب في الانفجار وبدأ يصرخ، وصل وقتها إلى مدرسة بنات دخلها ليختبيء بها وحاصرته الشرطة بعدما أخبرهم سائق الحنطور بوجوده، وألقي القبض عليه، وباندفاع الشباب اعترف بكل شيء وأنه من ألقى القنبلة.
وفي التحقيقات رفض عبد القادر شحاتة البوح بأي شيء يخص التنظيم أو الاعتراف بأي اسم، ألح عليه المحققون لمعرفة أين كان يبيت في الليلة التي سبقت تنفيذ العملية، ومن كان معه لكنه لم يقل شيئا.
وفي يوم تلقى رسالة من الخارج جاء فيها أن سيدة ستأتي وتقول أنه حبيبها وكان يبيت عندها، فعلا دخلت عليه سيدة هي (دولت فهمي) أثناء التحقيقات وقالت أنه عشيقها وأكدت أنه كان معها.
وحكم على عبد القادر شحاتة بالإعدام وبعد 30 يوما ارتدى فيها البذلة الحمراء خفف الحكم ليصبح الأشغال الشاقة المؤبدة، وبعد مرور 4 سنوات، تولى سعد زغلول رئاسة الوزراء وسعى لخروج المسجونين السياسيين وخرج عبد القادر من السجن عام 1924.

## حياته اللاحقة
عقب خروجه من السجن حاول البحث عن دولت فهمي التي أنقذته من المشنقة وصدم عندما علم بمقتلها على يد شقيقها بعد شكهم في علاقتها معه دون أن يعرف أن شقيقته بطلة فدائية مصرية.
وكانت الصدمة الثانية أيضاً عندما علم بأن صديقه أحمد عبد الحي كيرة أو "الأخ فهمي" كما تعرف عليه في البداية قد قتل في أسطنبول.
في عام 1963 أصدر عبدالقادر شحاتة مذكراته عن العمل السرى في ثورة 1919 وكتب عنها مصطفى أمين أيضا، كما قامت مجلة المصور عام 1969 بتسليط الضوء عليه في تحقيق بعنوان الجمعيات السرية في ثورة 1919، فدائيان من اليد السوداء يرويان ذكرياتهما والفدائيان هما عبدالفتاح عنايات وعبدالقادر شحاتة.
عاش عبد القادر محمد شحاته حتى توفي عام 1987 في مركز ديروط محافظة أسيوط عن عمر يناهز 89 عام .

## تجسيد شخصيته
تم تجسيد شخصيته لأول مرة عام 1987 من خلال السهرة التلفزيونية (دولت فهمي التي لم يعرفها أحد) حيث قام بدوره الممثل الراحل (ممدوح عبد العليم)، كذلك أقتبس المؤلف أحمد مراد شخصيته وقصته ضمن رواية 1919 التي صدرت عام 2014 وتحولت بعدها إلى فيلم سينمائي (كيرة والجن) الذي صدر عام 2022 وقام بأداء شخصيته الممثل أحمد عز.